# مير أباد (أرومية)
مير أباد (بالكردية: میراڤا) هي إحدى القرى التابعة لـمرغور في ريف قسم سيلوانه من مقاطعة أرومية، في محافظة أذربیجان الغربیة الإيرانية.

## السكان
حسب إحصاءات سنة 2006، بلغ إجمالي السكان في ميرافا 635 نسمة وعدد المساكن 98 مسكن. لغة سكان ميرافا هي اللغة الكردية و هم من أهل السنة والجماعة والمذهب الشافعي.